# Il faut tuer Lincoln
Il faut tuer Lincoln est le treizième album de la série de bande dessinée La Jeunesse de Blueberry de François Corteggiani (scénario), Michel Blanc-Dumont (dessin) et Claudine Blanc-Dumont (couleurs). Publié pour la première fois en 2003, c'est le dernier du cycle des complots divers (quatre tomes).

## Résumés

### Court
Eleonore Mitchel, ancienne agente d'Allan Pinkerton, mène des hommes à un village où Abraham Lincoln doit s'arrêter avant de retourner à Washington DC à bord d'un train. Blueberry la pourchasse et tentera de faire échouer le complot d'assassinat.

### Détaillé
Après les premières pages de couverture, quatre pages reviennent sur quelques évènements décrits dans la série La Jeunesse de Blueberry. Également, elles contiennent une vignette des pages de couverture des albums précédents de la série et listent les auteurs de la série. Les deux premières pages dessinées reviennent sur les évènements contés dans les albums précédents de ce cycle.
Un agent de Pinkerton met en garde un érudit contre des tueurs. Profitant de la pluie qui s'abat sur la région, ces tueurs capturent l'érudit, mais laissent échapper un domestique qui prend contact avec un hôtelier de la ville pour qu'il prévienne Allan Pinkerton. De son côté, Blueberry fait connaissance avec les soldats sudistes qui l'ont capturé et prétend être un agent envoyé par le « cabinet de crise de Thomas Jefferson », président des États confédérés d'Amérique. Il se joint à trois hommes qui se dirigent vers Upper Darby, là où doit passer Abraham Lincoln. Ils font partie d'un complot visant à le tuer. 

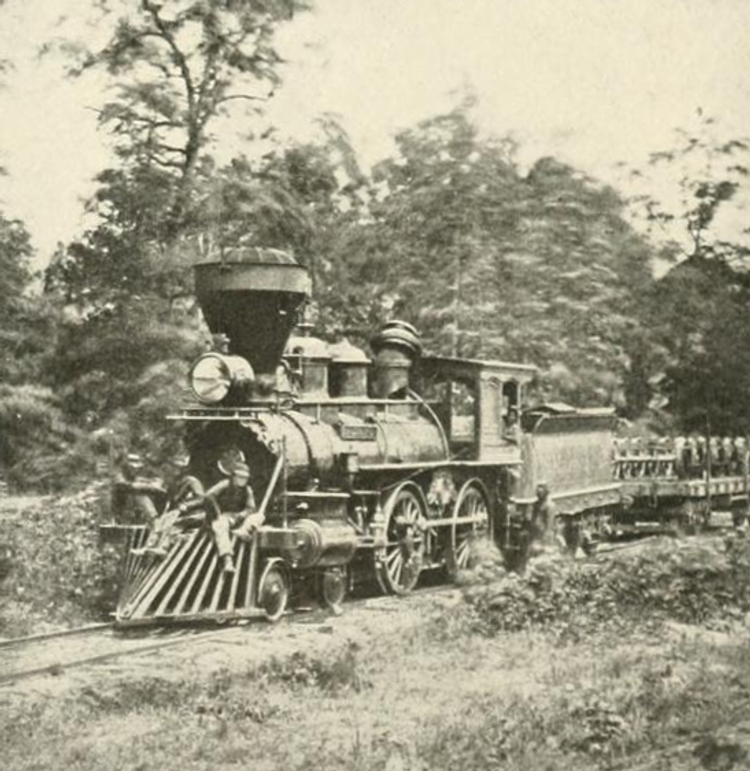
Locomotive de l'Union Fred Leach. Elle fut photographiée le 1 août 1863 au Maryland après avoir échappé aux forces sudistes.

Baumhoffer avertit Pinkerton par télégraphe de son arrivée à Upper Darby. Au même moment, arrivée dans un village à proximité de Upper Darby, Eleonore Mitchell débarque d'un train à vapeur avec des hommes sous ses ordres. Ils se font interpeler par des soldats nordistes, mais en tuent quelques-uns et s'enfuient en faisant sauter un bâtiment.
Parmi les hommes qui accompagnent Blueberry, un est au service de Pinkerton. À un arrêt, il met en joue ses trois compagnons, menaçant Blueberry de le faire arrêter par les forces de l'ordre. Cependant, son attention est détournée par l'un des hommes, qu'il abat, et un autre, Frenchie, le tue en lui lançant un couteau dans le cœur. Par la suite, Blueberry, ne pouvant se décider de tuer Frenchie, décide de lui conter une partie de sa vie, ce qui fait plaisir au Français : « Une véritable histoire tordue comme je les aime ! ».
Eleonore Mitchell fait part de son plan à ses hommes. Ils se déguiseront en famille amish pour tromper la surveillance à Upper Darby. Le « coup d'éclat » du groupe servait à détourner l'attention de ceux qui pourraient les pourchasser. Dans un poste militaire, Blueberry tente de convaincre un officier nordiste du complot visant le président de l'Union, mais ce dernier refuse de le croire. Excédé, Blueberry l'assomme au moment où Baumhoffer entre dans le poste. Des soldats mettent en joue Blueberry, mais Baumhoffer se « porte garant de cet homme ».
Alors que les deux discutent avec Homer, des soldats nordistes crient qu'un « espion gris » (sudiste) se cache dans un hangar. En découvrant que c'est Frenchie, Blueberry intervient pour protéger l'homme. Il est arrêté, mais Blueberry donne sa parole qu'il le sauvera du « peloton d'exécution ».
Le soir, des gardes autorisent le passage d'un chariot militaire qui transporte des blessés de guerre. Quelques instants plus tard, ils autorisent également le passage d'un chariot de prétendus Amish, conduit par Eleonore Mitchell. À la prison militaire, Blueberry assomme le soldat qui garde Frenchie : « Je paye ma dette ». L'officier nordiste que Blueberry a battu plus tôt dans la journée s'interpose, revolver au poing : « Tentative d'évasion de l'espion aidé par un traître ». Baumhoffer assomme l'officier d'un coup de poing, car il « surveille [ses] intérêts ».

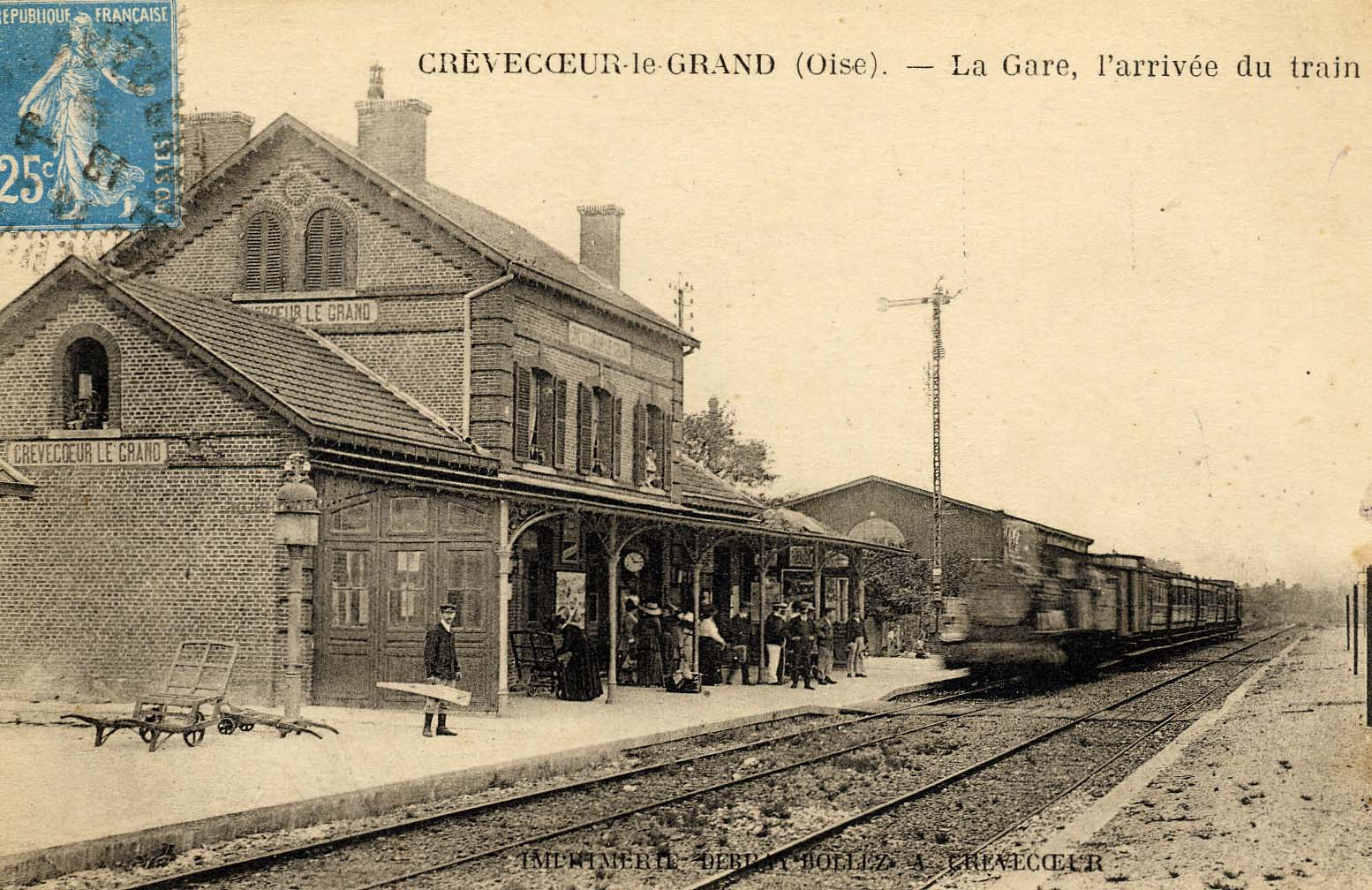
Gare traditionnelle européenne au début du XXe siècle.

Près de la gare, Blueberry et Baumhoffer discutent avec des soldats nordistes. L'un révèle que des Amish sont entrés dans le village de soir et qu'il a vécu près d'une communauté amish. Or, tous les hommes amish sont toujours rasés, mais un des passagers ne l'était pas. Blueberry demande si une femme blonde les accompagnait, ce que confirme le soldat. Un sergent les guide aussitôt vers la grange où il leur a indiqué de garer leur chariot. Alertés, des comploteurs tirent sur les soldats. Pendant la fusillade, certains, dont la femme, parviennent à s'échapper.
L'un des comploteurs embarque dans l'une des voitures du train qui convoie Abraham Lincoln et abat ses deux gardes du corps. Blueberry le poursuit, mais ne parvient pas à l'abattre. Le comploteur a découvert que Lincoln n'est pas à bord du train et en fait rapport à Mitchell : « Le major Allen est donc plus malin que... » Un autre comploteur alerte la femme qu'il y a maintenant six trains en gare, tous expulsant de la fumée jaune, signe que Lincoln se trouve à bord du train. 
Eleonore Mitchell conçoit un plan sur le coup. Les deux hommes qui l'accompagnent volent une voiture, ce qui détourne l'attention des soldats nordistes qui les pourchassent. Elle embarque à bord du train pour « amputés et blessés vers Washington ». En longeant le train, Blueberry aperçoit fugitivement Mitchell et déroute son cheval à la poursuite du train. Déguisée en infirmière, elle circule de voiture en voiture et découvre une pièce gardée par un homme « en parfaite santé ». Elle atteint la pièce où loge Lincoln et le menace. Son garde du corps tente de le protéger, mais Mitchell lui tire une balle dans le ventre. 
Blueberry intervient alors pour l'empêcher de tuer Lincoln, mais la femme tire une balle vers Blueberry. Ayant vidé son revolver auparavant, il est à sa merci : « dommage de mourir si jeune ». Au moment où elle s'apprête à tirer, un blessé l'agrippe par derrière et lui fait échapper son revolver. Elle agresse l'homme et s'enfuit en criant que « le nord est foutu ! ».

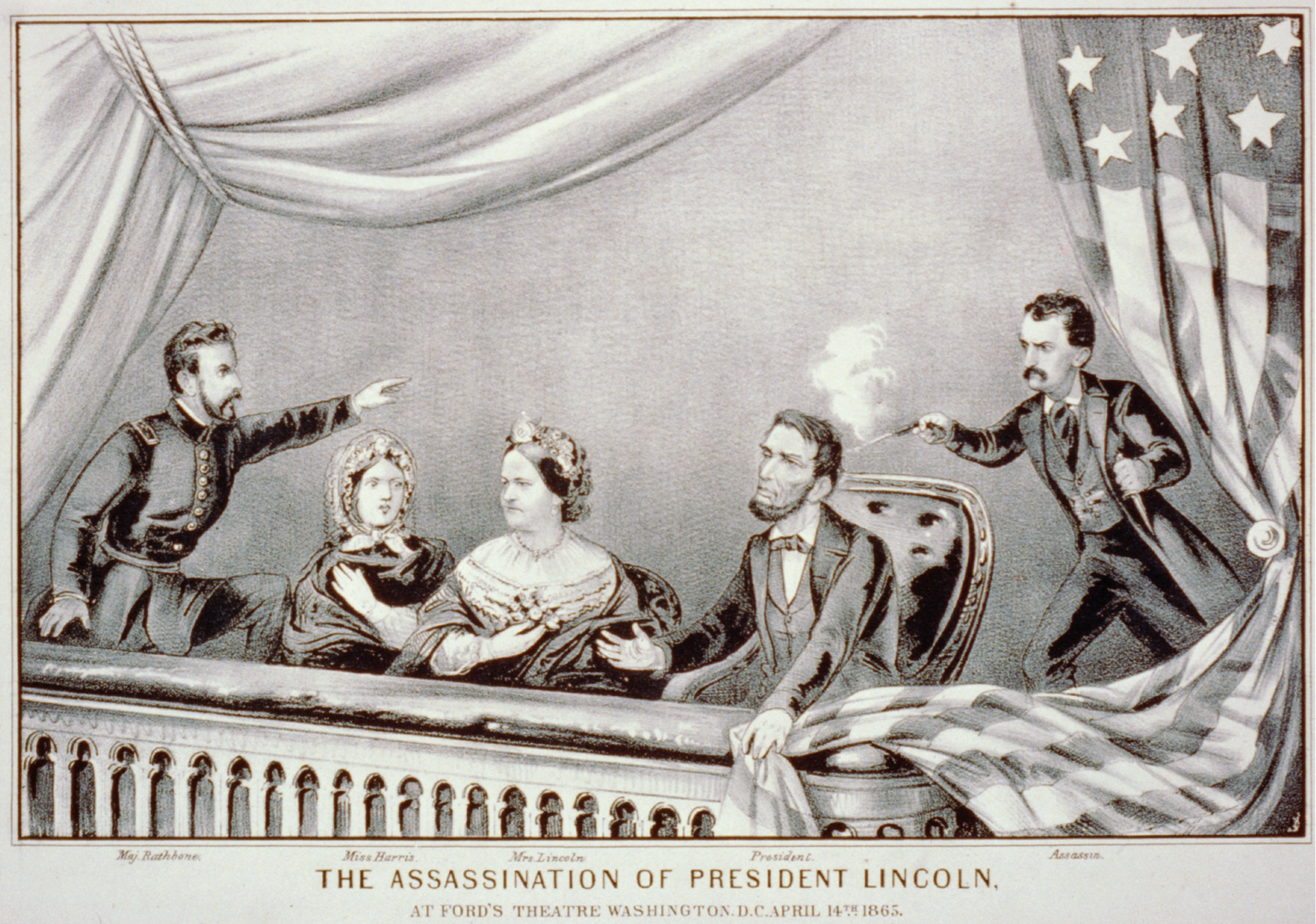
Illustration de l'assassinat de Lincoln. De gauche à droite : le major Rathbone, Clara Harris, Mary Todd Lincoln, Abraham Lincoln et John Wilkes Booth.

Plus tard, Pinkerton discute avec Lincoln de la femme et de la société secrète Poignard de Sang. Pinkerton mentionne qu'ils n'ont pu arrêter l'un des comploteurs, John Wilkes Booth, lequel tuera Lincoln quelques mois plus tard, le 14 avril 1865. De son côté, Blueberry discute avec le blessé qui lui a sauvé la vie. Frenchie s'était déguisé en blessé pour pouvoir échapper aux soldats nordistes. Les deux hommes sont ensuite introduits auprès de Lincoln, qui promet un libre passage vers la Louisiane à Frenchie et qui demande à Blueberry ce qu'il désire. Ce dernier n'en peut plus « de cette vie de traque perpétuelle et de coups fourrés ». Pinkerton intervient alors en exigeant une autre fois sa collaboration, car les agissements de la société secrète étaient destinés « à masquer l'enlèvement de l'homme très dangereux pour nous ».

## Personnages principaux
- Blueberry : lieutenant de cavalerie nordiste tentant de déjouer un complot d'assassinat visant Abraham Lincoln, président de l'Union[17].
- Eleonore Mitchell : ancienne employée d'Allan Pinkerton. Elle s'est jointe à la société Poignard de sang qui veut tuer Abraham Lincoln[18].
- Frenchie Beaumont : aventurier né en Louisiane[19]. Il apportera son aide à Blueberry pour déjouer le complot contre Abraham Lincoln.
- Baumhoffer : homme travaillant pour le compte de Pinkerton[20].